# Fairytale (Alexander Rybak-dal)
A Fairytale (magyarul Tündérmese) volt a 2009-es Eurovíziós Dalfesztivál győztes dala, melyet a norvég Alexander Rybak adott elő angol nyelven. Ez volt Norvégia harmadik győzelme 1985 és 1995 után.

## Eurovíziós Dalfesztivál
A dal 2009. február 21-én nyerte meg a norvég Melodi Grand Prix nemzeti döntőt, ezáltal a jogot, hogy képviselje az országot a moszkvai versenyen. A nemzeti döntőben a dal körülbelül 600 000-rel több szavazatot kapott, mint a második helyezett, ezáltal minden idők legnagyobb arányú győzelmét aratta.
A dalt először a május 14-i második elődöntőben adták elő, a fellépési sorrendben hatodikként, a Lengyelországot képviselő Lidia Kopania I Don't Wanna Leave című dala után, és a Ciprust képviselő Christina Metaxa Firefly című dala előtt. A szavazás során 201 pontot kapott, mely az első helyet érte a tizenkilenc fős mezőnyben, így továbbjutott a döntőbe.
A május 16-i döntőben fellépési sorrendben huszadikként adták elő, az Albániát képviselő Kejsi Tola Carry Me In Your Dreams című dala után, és az Ukrajnát képviselő Svetlana Loboda Be My Valentine! (Anti-Crisis Girl) című dala előtt. A szavazás során a dalefsztiválok addigi történetének legnagyobb pontszámával, 387 ponttal győzött a huszonöt fős mezőnyben.
A következő norvég induló Didrik Solli-Tangen My Heart Is Yours című dala volt a 2010-es Eurovíziós Dalfesztiválon.
A következő győztes a Németországot képviselő Lena Satellite című dala volt.

## Slágerlistás helyezések
A dal a verseny után az utóbbi idők egyik legsikeresebb eurovíziós dalává vált. A verseny 1956-os indulása óta a kilencedik nem brit dal, amelyik az első tízbe került az Egyesült Királyságban, utoljára 1987-ben Johnny Logan Hold Me Now című dalának sikerült ez.
| Slágerlisták (2009) | Lh.* |
| ------------------- | ---- |
| Ausztrália          | 67   |
| Ausztria            | 10   |
| Belgium (Flandria)  | 1    |
| Belgium (Vallónia)  | 4    |
| Dánia               | 1    |
| Egyesült Királyság  | 10   |
| Észtország          | 10   |
| Finnország          | 1    |
| Görögország         | 1    |
| Hollandia           | 2    |
| Írország            | 2    |
| Izland              | 1    |
| Lettország          | 11   |
| Magyarország        | 6    |
| Németország         | 4    |
| Norvégia            | 1    |
| Oroszország         | 1    |
| Spanyolország       | 35   |
| Svájc               | 3    |
| Svédország          | 1    |
| Szlovákia           | 40   |
| Ukrajna             | 1    |

*Lh. = Legjobb helyezés.